# Giancarlo Cardini
Giancarlo Cardini (Seravezza, 10 dicembre 1940 – Camaiore, 25 luglio 2022) è stato un pianista e compositore italiano.

## Biografia
È il principale esponente e promotore della corrente artistica fiorentina, fenomeno significativo della storia del secondo 900, definita Musica d’Arte (Musica visiva e Fluxus) con contaminazioni tra sperimentazione e tradizione,  comprendente Sylvano Bussotti, Giuseppe Chiari, Daniele Lombardi, Albert Mayr, Pietro Grossi, Sergio Maltagliati,. Questi musicisti hanno sperimentato l'interazione tra suono, gesto e visione, una sinesteticità dell'arte frutto delle avanguardie storiche, da Kandinskij al futurismo, a Skrjabin e Schoenberg, fino al Bauhaus.
La sua produzione musicale spazia dalle forme più tradizionali, musica sinfonica e cameristica, fino ad arrivare a quelle d'avanguardia, come le sue opere audio-visuali ed il micro-teatro acustico. Nei suoi lavori traspare una continua ricerca della bellezza estetica nelle sonorità. L'aspetto scenico, molte volte protagonista nelle sue opere, ha un carattere fortemente narrativo e determinante: scenografie, costumi ed oggetti di scena.
Trova anche ispirazione nella musica per teatro, a cui si dedica scrivendo musiche di scena per la Compagnia Teatrale I Magazzini.
Cardini è inoltre da molto tempo collaboratore di molti musicisti di ambito internazionale che si sono dedicati e si dedicano, come lui, alla musica d'avanguardia; tra questi possiamo ricordare: John Cage, Morton Feldman, Sylvano Bussotti, Luca Lombardi e molti altri compositori del novecento.
Cardini si è occupato anche di musica leggera attraverso una rivisitazione, più che un arrangiamento, di cantautori degli anni '60. Questo tipo di lavoro nasce, come lo stesso Cardini dice in una sua intervista, dall'idea di inserire un frammento di una canzone di Umberto Bindi all'interno di una sua composizione. In seguito decise di scegliere quindici canzoni di Bindi da arrangiare per pianoforte. Ne sono risultate delle versioni dove vengono conservate le essenze strutturali dei brani originali, plasmati però secondo una sonorità e un linguaggio musicale più “consonante” ad un gusto d'avanguardia. Decise di ripetere lo stesso progetto anche per altri cantautori quali: Gino Paoli, Domenico Modugno, Tenco e molti altri.
Nel 1990 pubblica un libro intitolato Bolle di sapone, una raccolta di micro-poesie incentrate sulla percezione del quotidiano.
Ha insegnato pianoforte al Conservatorio "L. Cherubini" di Firenze, avendo molti allievi fra i quali Sandro Ivo Bartoli, Ottaviano Tenerani, Roberto Satta, Patrizia Prati.

## Opere
- Foglie d'Autunno lentamente trascolorano per pf. (1983), ed. Arspublica
- Il castello insonne - Mistero scenico notturno in 29 episodi (1984; nuova edizione 1990), ed. Centro Di
- O quieta e dolce mattina d'Ottobre, su testo della poesia di Robert Forst, con voce recitante, pf. e percussioni (1990)
- Paesaggio per pianoforte e orchestra (1993), ed. Edipan
- Canti nell'alto silenzio, su testi poetici di M. Luzzi, per tre voci recitanti, soprano, pianoforte e percussioni (1994), ed. Edipan
- Le canzoni che ho amato - Omaggio a Umberto Bindi per pf. (1995), ed. Agenda
- Ultimi Fiori, Verso Sera - per pianoforte (1995), Materiali Sonori
- Trascrizioni per pianoforte solo sei canzoni di Gino Paoli e sei di Luigi Tenco trascritte per pianoforte (1997), ed. BMG Ricordi
- Paesaggio marino al tramonto, con barca e grande nuvola nera, una fotografia di E. Della Monica messa in musica, per pf. con proiezione di diapositiva (1998), ed. Agenda
- Lamento per il mio fiore perduto - per pianoforte (2001), Materiali Sonori
- I prati del Paradiso, otto poesie di A. Palazzeschi, messe in musica per voce recitante, pf. a quattro mani, clarinetto, fagotto, violino, contrabbasso, tam-tam e giocattoli sonori (2002) inedito
- Sette poesie di Attilio Bertolucci per soprano e pf. (2004), ed. Arspublica

## Discografia parziale

### Giancarlo Cardini
- Suono, segno, gesto visione a Firenze (cd 1): S. Bussotti, G. Cardini, G. Chiari, D. Lombardi.  (cd 2): P.Grossi, G.Chiari, G.Cardini, A.Mayr, D.Lombardi, M.Aitiani, S.Maltagliati (Atopos music 1999-2008).

- 2007 - con Andrea Centazzo . After The Silence (live 1983), Ictus Records
- 2005 - Paoli / Modugno / Tenco / D'Anzi / Bindi / Jobin . Anni ’60 - Le canzoni che ho amato 2, Materiali Sonori
- 1999 - John Cage . Sonatas And Interludes For Prepared Piano, Materiali Sonori
- 1996 - Umberto Bindi . Le Canzoni che ho amato / Omaggio a Umberto Bindi, Materiali Sonori
- 1996 - con Sandro Lombardi . Cleopatràs - di Giovanni Testori, Materiali Sonori
- 1994 - O Quieta O Dolce Mattina D'Ottobre, Materiali Sonori
- 1989 - con Walter Marchetti . Natura Morta, Cramps Records
- 1986 - Giancarlo Cardini . Giancarlo Cardini, Edipan
- 1986 - Giulio Ricordi (J. Burgmein) . Il salotto di Giulio Ricordi, Sipario Dischi
- 1980 - Erik Satie . Tutto il pianoforte a due mani di Erik Satie (Vol. Primo), Cramps Records
- 1979 - Sylvano Bussotti, Franco Cioci, Paolo Castaldi – ...A Cardini, Cramps Records

### Partecipazioni
- 2000 - Paolo Carlini . Extendo - Works For Bassoon And Other Instruments, Materiali Sonori
- 1997 - Paolo Lotti . Hendrix, Materiali Sonori
- 1992 - Roberto Donnini . Fluxmar, Lynx Records

### Apparizioni in raccolte
- 2008 - Pietro Grossi / G. Chiari / G. Cardini / A. Mayr / Daniele Lombardi / M. Aitiani / Sergio Maltagliati . Suono Segno Gesto Visione a Firenze 2, Atopos
- 1993 - John Cage . A Firenze, Materiali Sonori
- 1993 - V.A. . 1979 Il Concerto - Omaggio A Demetrio Stratos, Cramps Records